# Yeddo Titze

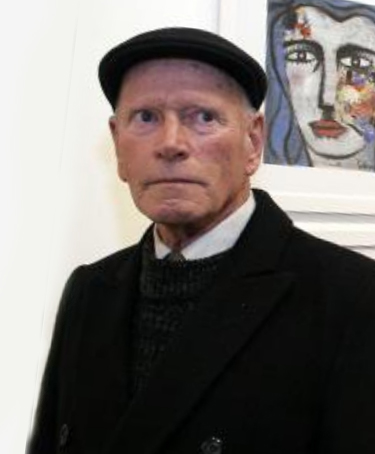
Yeddo Titze

Yeddo Nogueira Titze (Santana do Livramento, 1935 - Porto Alegre, 8 de junho de 2016) foi um pintor, tapeceiro, desenhista e professor brasileiro.
Estudou no Instituto de Belas Artes da UFRGS, quando fez parte do Grupo Triângulo, de tendência modernista. Ali foi aluno de Ado Malagoli. Premiado com uma bolsa de estudos na França, estudou pintura em Paris com André Lothe e Marcel Gromaire, e tapeçaria na famosa manufatura de Aubusson.
De volta ao Brasil, iniciou frutífera carreira como artista e mestre, lecionando na Universidade Federal de Santa Maria, sendo um pioneiro na introdução da tapeçaria e estamparia artística na cidade, e foi responsável pelo Setor de Artes Plásticas da Funarte de 1976 a 1979. Nos anos 80 passou a dar aulas no Instituto de Artes da UFRGS. Segundo Marilene Pieta, seu maior mérito está "na introdução das primeiras referências abstratas em nível matérico, investindo como agente de uma ruptura formal, até então inédita entre nós como concepção e renovação", sendo "um dos precursores das novas alternativas de modernidade visual dos anos 50".
Realizou inúmeras exposições e em 2011 recebeu o Prêmio Especial do Juri do Prêmio Açorianos, da Prefeitura de Porto Alegre.
Faleceu no dia 8 de junho de 2016, aos 81 anos, em Porto Alegre, vítima de um atropelamento.